# ریپارد لاندر
ریچارد لمون لاندر (Richard Lemon Lander) (زادهٔ ۸ فوریه ۱۸۰۴ – درگذشتهٔ ۶ فوریه ۱۸۳۴)، کاوشگر کورنی آفریقای غربی بود. او و برادرش جان نخستین اروپایی‌های بودند که مسیر رودخانه نیجر را دنبال نموده و دریافتند که این رودخانه به اقیانوس اطلس منتهی می‌شود.

## زندگی‌نامه
لاندر فرزند یک مهمانسرای دارِ اهل ترورو بود و در مهمانسرای فایتنگ کاک (بعدها مهمان‌سرای دولفین) متولد شد. او تا ۱۸۱۷ میلادی در 'اولد پاسیکوز' در خیابان کومبز، ترورو آموزش دیده و در ۱۳ سالگی، بازرگانی را تا هند غربی همراهی کرد، اما در سن دمومنیگو به بیماری تب زرد مبتلا شد. پس از بازگشت به خانه در ۱۸۱۸ میلادی، لاندر به عنوان خدمتکار در خانواده‌های ثروتمند مقیم لندن خدمت نمود و با آنها به اروپا سفر کرد.
سفرهای اکتشافی لاندر پس از اینکه به عنوان خدمت‌کار نزد کاوشگر اسکاتلندی هیو کلاپرتون کار می‌کرد آغاز شد، وی در ۱۸۲۳ میلادی با کلاپرتون به مستعمره کیپ رفت و بعداً در یک سفر اکتشافی در ۱۸۲۵ میلادی به آفریقای غربی رفت. کلاپرتون در ۱۳ آوریل ۱۸۲۷ در نزدیکی سوکوتو، نیجریه امروزی درگذشت و لاندر تنها عضو بازمانده اروپایی این سفر اکتشافی بود. او به سمت جنوب‌شرق حرکت نموده و به کانو رسید، از آنجا تصمیم گرفت تا به‌سوی شرق به فوندا در نزدیکی رود بیو برود و این امر او را به نخستین اروپایی مبدل نمود که از شهر مهم ژانگون کاتاب دیدن می‌نماید، او ویژگی‌های مردم این شهر، مردم آتیاپ را در یادداشت‌های خود ثبت نموده و بعداً از طریق منطقه یوروبا به ساحل و از آنجا در ژوئیه ۱۸۲۸ به بریتانیا بازگشت نمود.
لاندر که از جانب حکومت بریتانیا مأموریت دریافت نموده بود، در مشایعت برادر خود جان، در ۱۸۳۰ میلادی دوباره به آفریقای غربی بازگشت. آنها در ۲۲ مارس ۱۸۳۰ در باداگری فرود آمدند و رودخانه پایینی نیجر را از بوسا تا دریا دنبال نمودند. پس از اکتشاف حدود ۱۶۰ کیلومتر قسمت علیای رودخانه نیجر، آنها بازگشت نمودند تا به‌وسیله قایق بلم رودخانه بنوئه و دلتای نیجر را اکتشاف نمایند. هنگامی‌که آنها هنوز در دلتا بودند، توسط مردمان محلی منطقه ابوه ربوده شده و در مقابل آزادی آنها سربهای هنگفتی از جانب شاه محلی، ابی اوسای از پادشاهی ابوه درخواست گردید و پرداخته شد. علی‌رغم این تأخیر، آنها توانستند جریان و انتهای رود بزرگ را مشخص نمایند. آنها سفر بازگشت خود را از فرناندو پو آغاز نموده و با عبور از ریو دو ژانیرو در ۱۸۳۱ میلادی به بریتانیا رسیدند.
در ۱۸۳۲ میلادی، لاندر برای سومین و آخرین بار به عنوان رهبر یک سفر اکتشافی، که توسط مکریگور لایرد و برخی بازرگانان لیورپولی دیگر به نیت پایه‌گذاری یک مرکز تجاری در محل تلاقی رودخانه‌های نیجر و بنوئه سازماندهی شده بود، توسط دو کشتی چرخ‌پره‌ای مسلح، کوورا و آلبورکاه به آفریقا بازگشت. با این حال، سفر اکتشافی با مشکلات فراوانی روبرو شد، بیشتر کارکنان از اثر تب هلاک شدند و سفر اکتشافی موفق نشد به بوسا برسد. هنگامی سفر در یک قایق بلم در خلاف جهت دریا، لاندر مورد حمله مردمان بومی قرار گرفته و ران وی توسط گلوله تفنگ فتیله‌ای زخم برداشت. هرچند او توانست خود را به ساحل برساند، اما به دلیل اینکه گلوله بسیار عمیق بوده و قابل برداشتن نبود، باعث قانقاریا شده و در نهایت درگذشت. او در قبرستان کلیرینس در فرناندو پو به خاک سپرده شد. هنگام مرگ وی، همسر و دخترش در قید حیات بودند. بنا بر یادداشت مقالات جان هولت در کتابخانه بادلین (mss air s 1525 Box 11 folder3 p 8)، این گلوله تفنگ فتیله‌ای در موزه گنبدی تسلیحات در وولیچ نگهداری می‌شود (کلاس اشیا XXX، شماره ۱۷۲، تقدیم شده توسط تفنگدار سلطنتی سرهنگ نیکولاس، کسی که لاندر در خانه‌اش درگذشت).

### میراث
بنای یادبود لاندر در شهر ترورو توسط تندیس‌ساز انگلیسی نیویل نارتی بورنارد در قسمت بالای جاده لمون ساخته شده‌است، مدرسه ریچارد لاندر و ملک تریلاندر، که به زبان کرنیش به معنی شهر لاندر است، به افتخار او نام‌گذاری شده‌اند. ساخت این ستون در ۱۸۳۵ میلادی آغاز گردید. در ۱۸۳۲ میلادی، او «برای خدمات شایسته در امر تعیین مسیر و انتهای رود نیجر» نخستین برنده مدال بنیان‌گذار انجمن سلطنتی جغرافیا شد.
برای بزرگداشت از ۲۰۰امین زاد روز ریچارد لاندر و تجلیل از دست‌آوردهای برادران لاندر، یک «سفر اکتشافی حسن نیت» در نوامبر ۲۰۰۴ میلادی فرستاده شد تا سفر دریایی آنها را دوباره طی نماید.